# Róger Guedes
Róger Krug Guedes (ur. 2 października 1996 w Ibirubie) – brazylijski piłkarz występujący na pozycji napastnika lub skrzydłowego, od 2023 roku zawodnik katarskiego Al-Rayyan.